# Peter Boyce
Peter Boyce (* 14. Mai 1946 in Melbourne) ist ein ehemaliger australischer Hochspringer.
Bei den Olympischen Spielen 1968 in Mexiko-Stadt schied er in der Qualifikation aus.
Seine persönliche Bestleistung von 2,21 stellte er am 30. März 1968 in Fresno auf.